# Ботанічний сад Полтавського національного педагогічного університету імені В. Г. Короленка
{{Заповідна зона

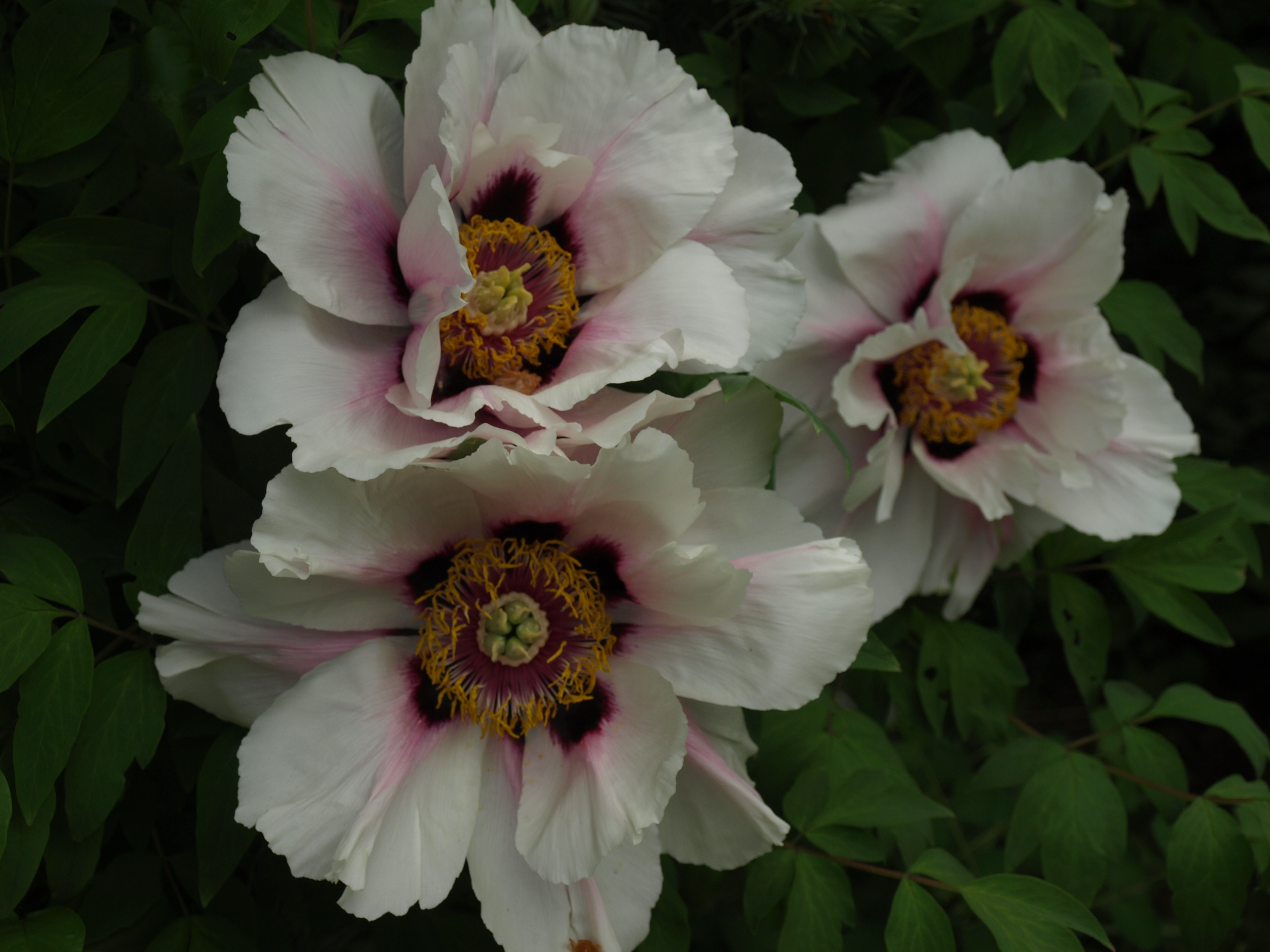

|назва = Ботанічний сад Полтавського національного педагогічного університету імені В. Г. Короленка
|зображення = Ботанічний сад Полтавського педагогічного університету 01.JPG
|зображення_підпис = 
|ширина_зображення = 300
|мапа = 
|підпис = 
|ширина_мапи = 
|локатор_x = 
|локатор_y = 
|розташування = Україна, Полтава, [[Вулиця Кірхова], 16
|найближче_місто = 
|lat_degrees = 49
|lat_minutes = 35
|lat_seconds = 43
|lat_direction = N
|long_degrees = 34
|long_minutes = 33
|long_seconds = 50
|long_direction = E
|площа = 5,25
|водні об'єкти = 
|заснований = 1989
|число_відвідувачів = 
|рік_відвідувачів = 
|керуюча_організація = Полтавський національний педагогічний університет імені Володимира Короленка
|Карта розташування = Україна Полтавська область
}}
Ботанічний сад Полтавського національного педагогічного університету імені В. Г. Короленка  — ботанічний сад у місті Полтава.

## Загальні відомості
Ботанічний сад отримав офіційний статус в 1989 році, його площа 5,25 га, займає частину території колишнього архієрейського саду. Знаходиться за адресою: Полтава, вул. Федора Моргуна, 16. Директор — А. С. Дзюбаненко.

## Відділи
- дендрарій
- альпійська гірка
- відділ квітково-декоративних рослин
- відділ сільськогосподарських та лікарських рослин
- плодовий сад
- музей українського квітникарства просто неба
- зелений клас

### Дендрарій
Дендрарій займає площу 1,8 га, тут росте 136 видів дерев та чагарників, у тому числі 18 видів голонасінних — гінкго дволопатеве, ялівець звичайний, ялівець козацький, ялівець віргінський, ялівець горизонтальний, ялівець лускатий, ялина звичайна, ялина колюча, ялина голуба і ялина канадська, псевдотсуга Мензіса, сосна звичайна, сосна кримська, туя західна, тис ягідний, модрина і кипарисовик горіхоплідний.

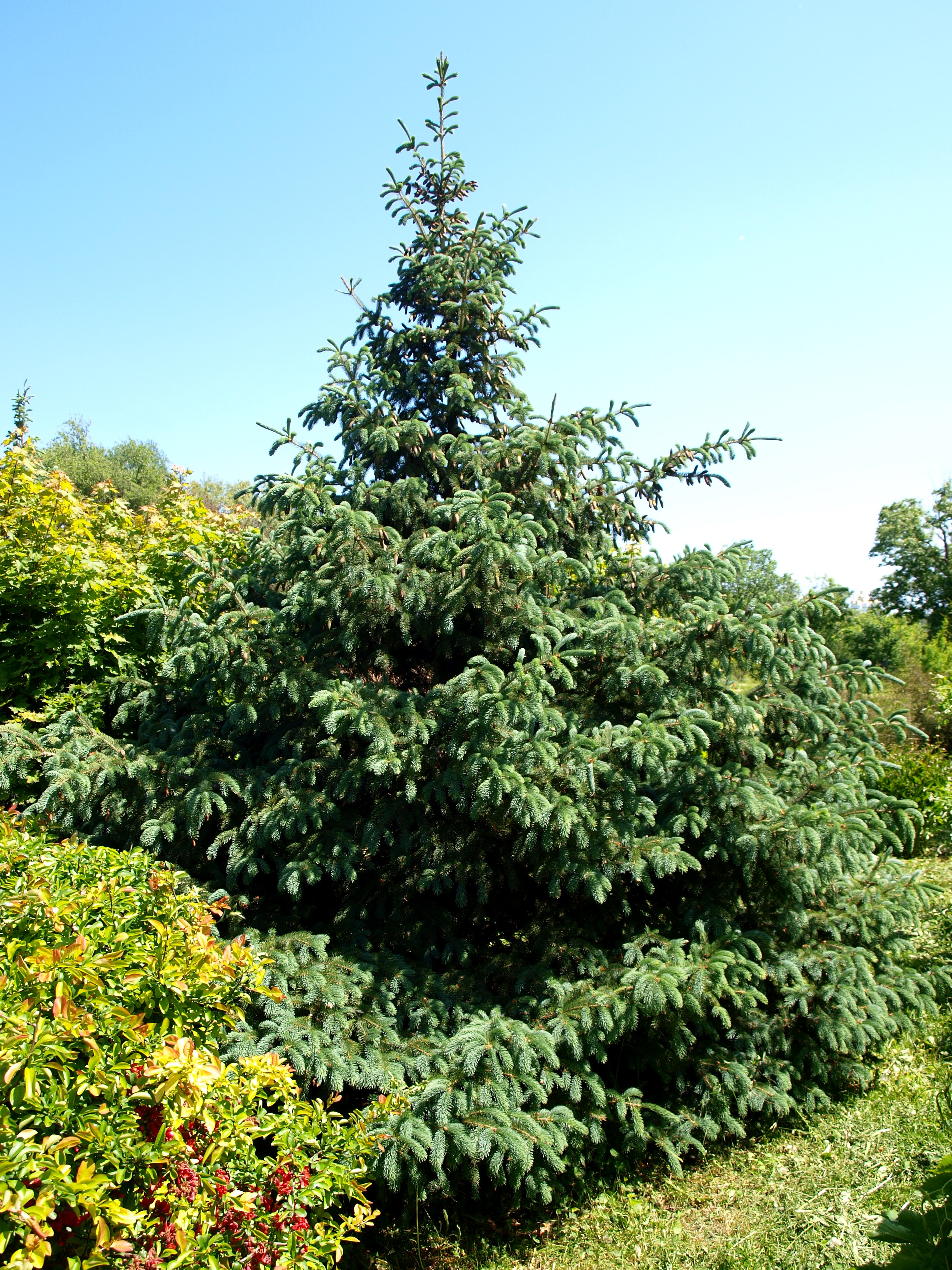
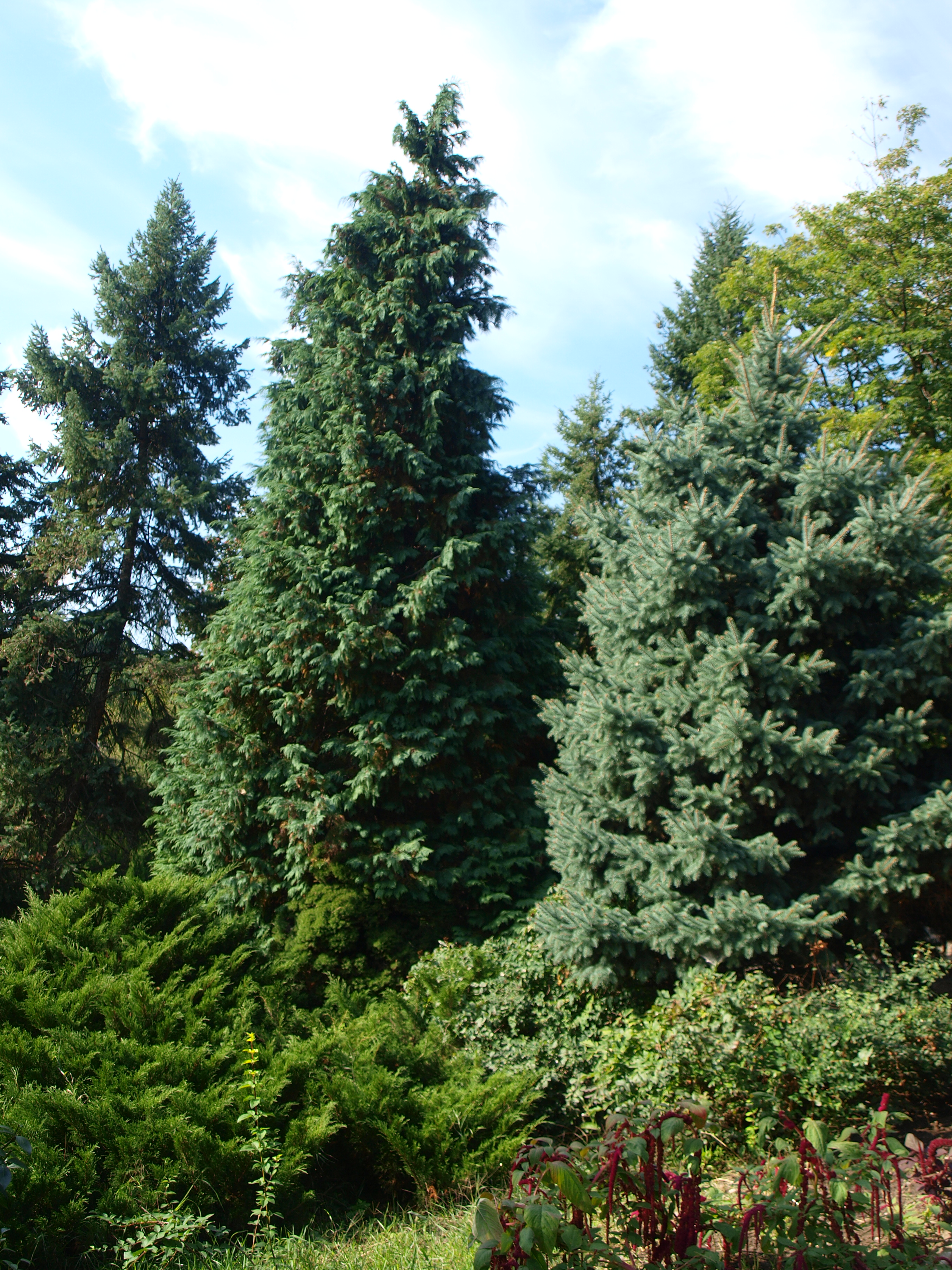
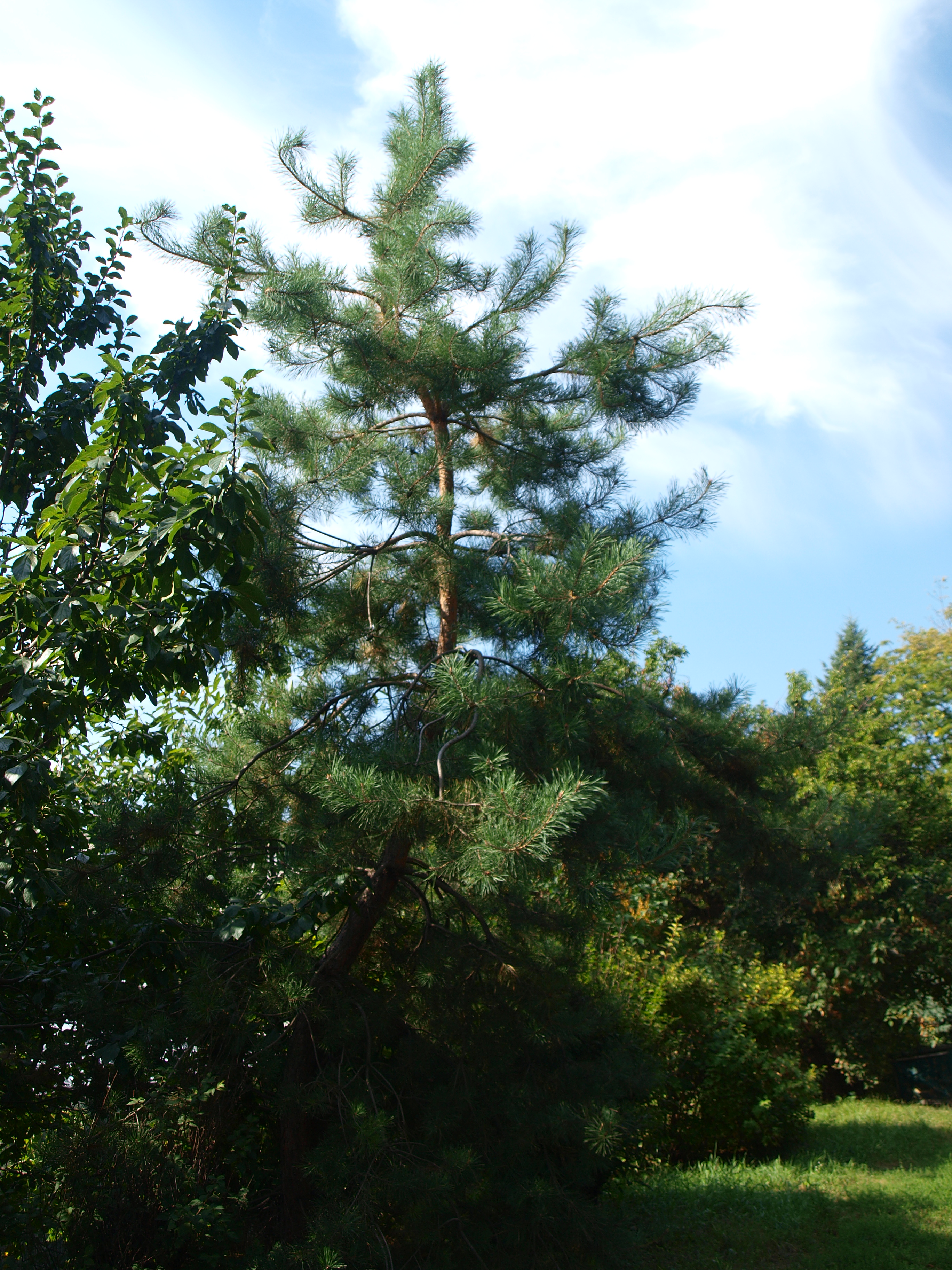
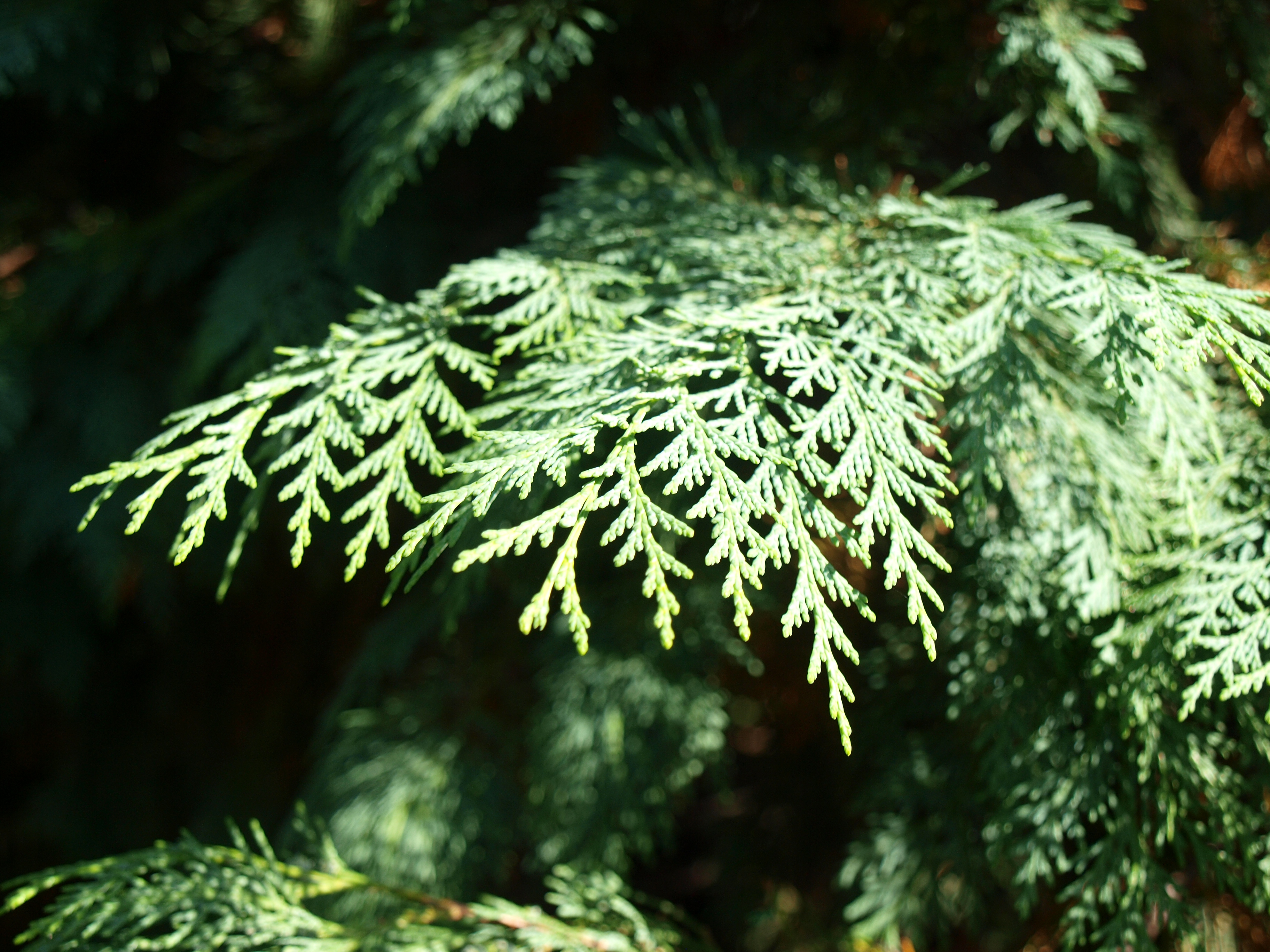
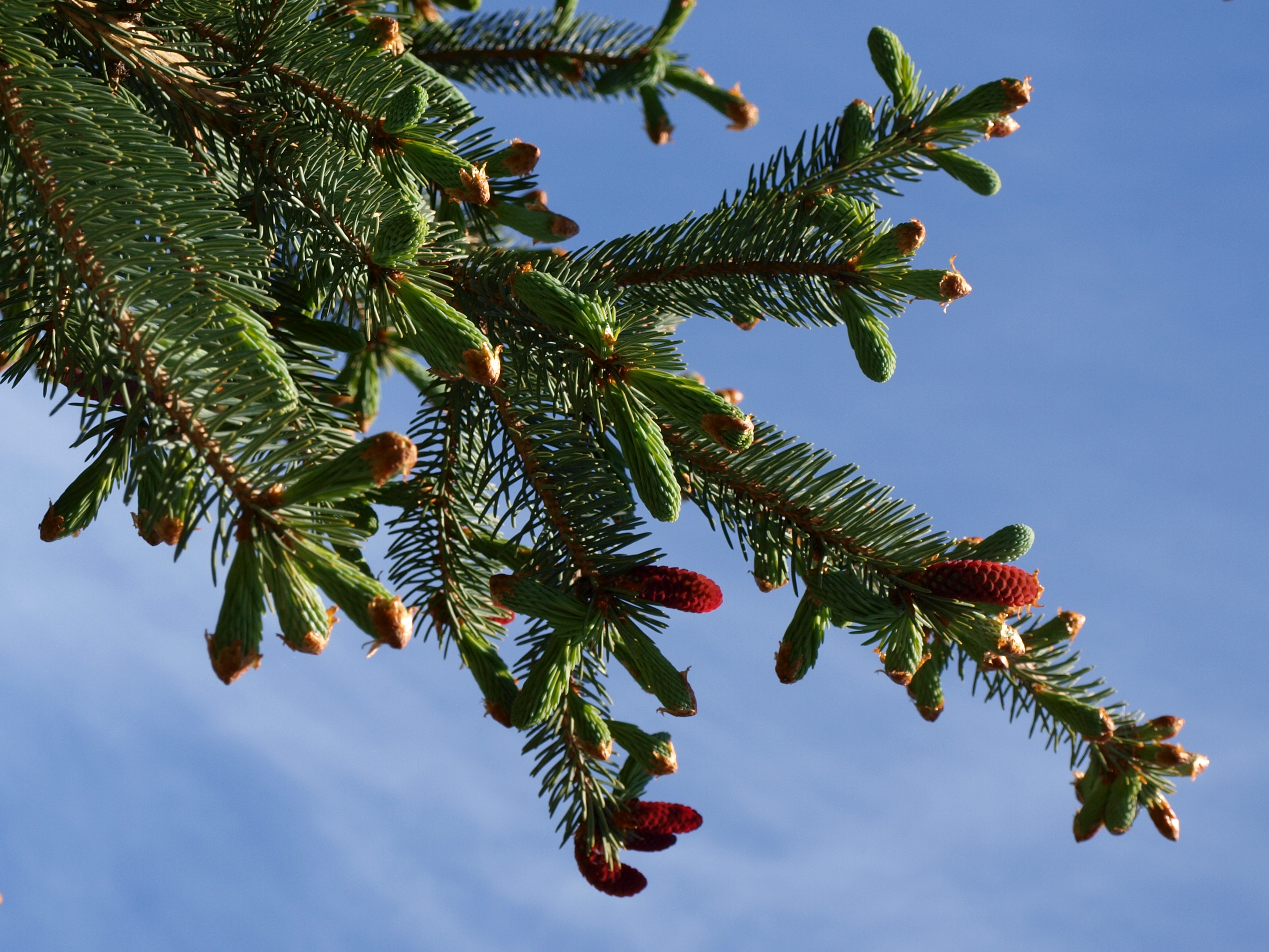
Ялина колюча
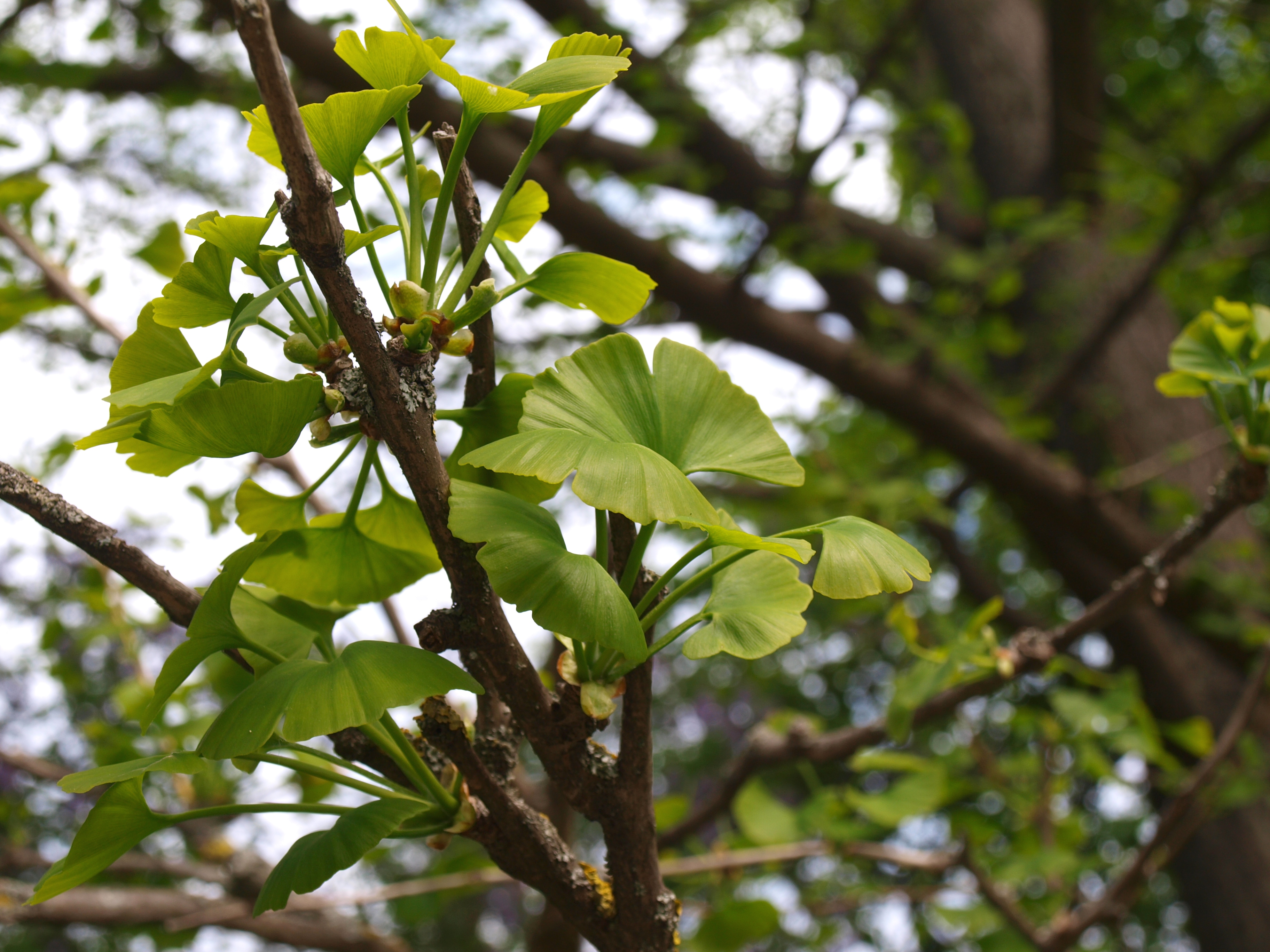
Гінкго дволопатеве
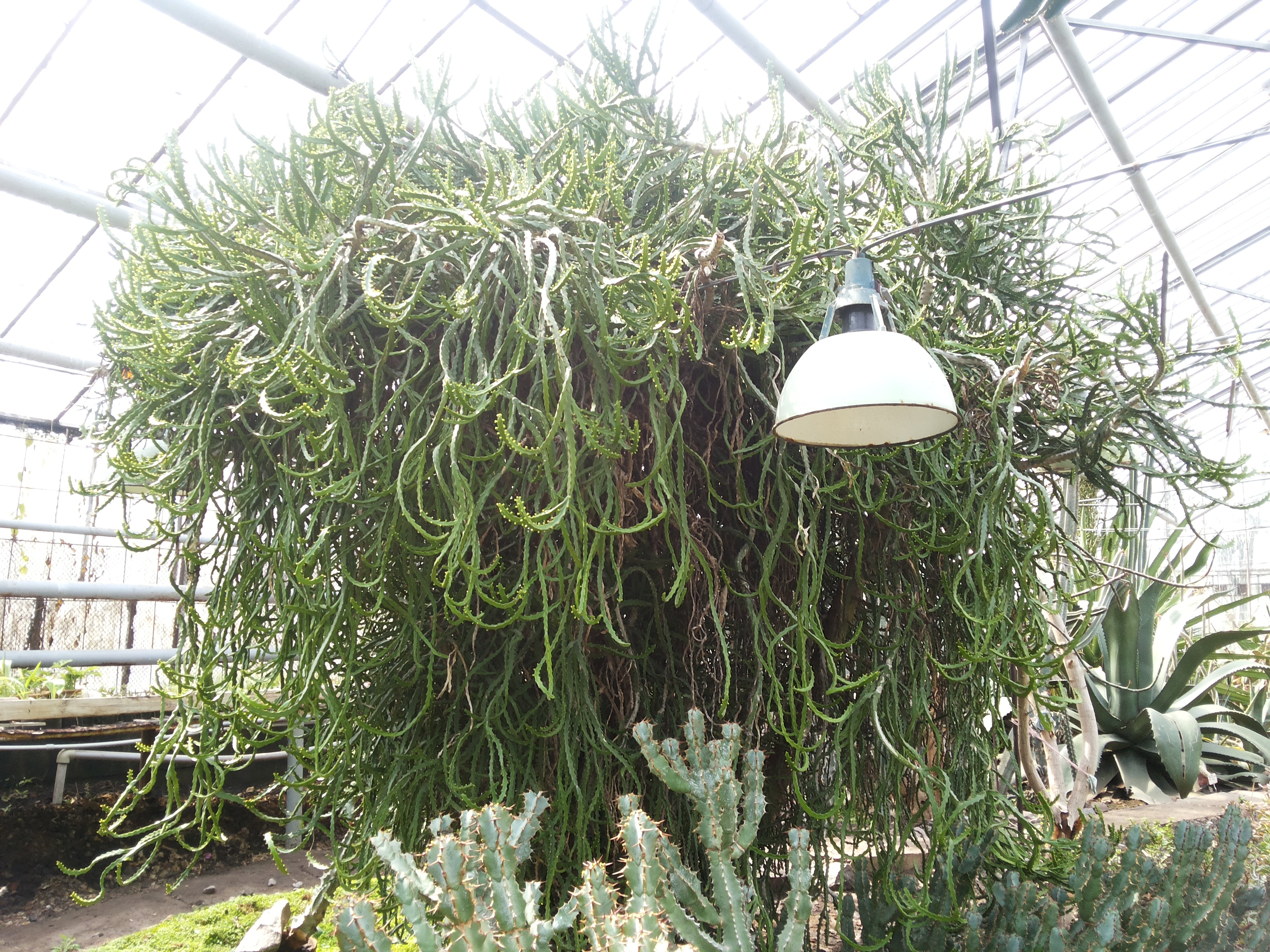

### Альпійська гірка
На альпійській гірці зростає 87 видів рослин, у тому числі: цибуля ведмежа, підсніжник білосніжний, барвінок малий, айстра альпійська, деревій звичайний, чорнобривець, незабудка альпійська, арабіс альпійський, авринія скельна, іберіс скелястий, лобелія пурпурова, гвоздика трав'яна, коронарія зозуляча, роговик дернистий, сонцецвіт звичайний, брандушка різнобарвна, очиток їдкий, очиток білий, ялівець козацький, ялівець китайський, купина багатоквіткова, гіацинт східний, проліска дволиста, змієголовник австрійський, материнка звичайна, чебрець звичайний, енотера дворічна, півонія тонколиста, армерія дерниста, сон-трава, горицвіт весняний, петунія гібридна, фіалка триколірна, перстач індійський, купальниця європейська, жовтець їдкий, анемона дібровна, вербозілля лучне, костриця лучна, цмин пісковий, льнянка альпійська, бадан товстолистий, ясколка махрова, ліатріс колосковий, ромашка без'язичкова.

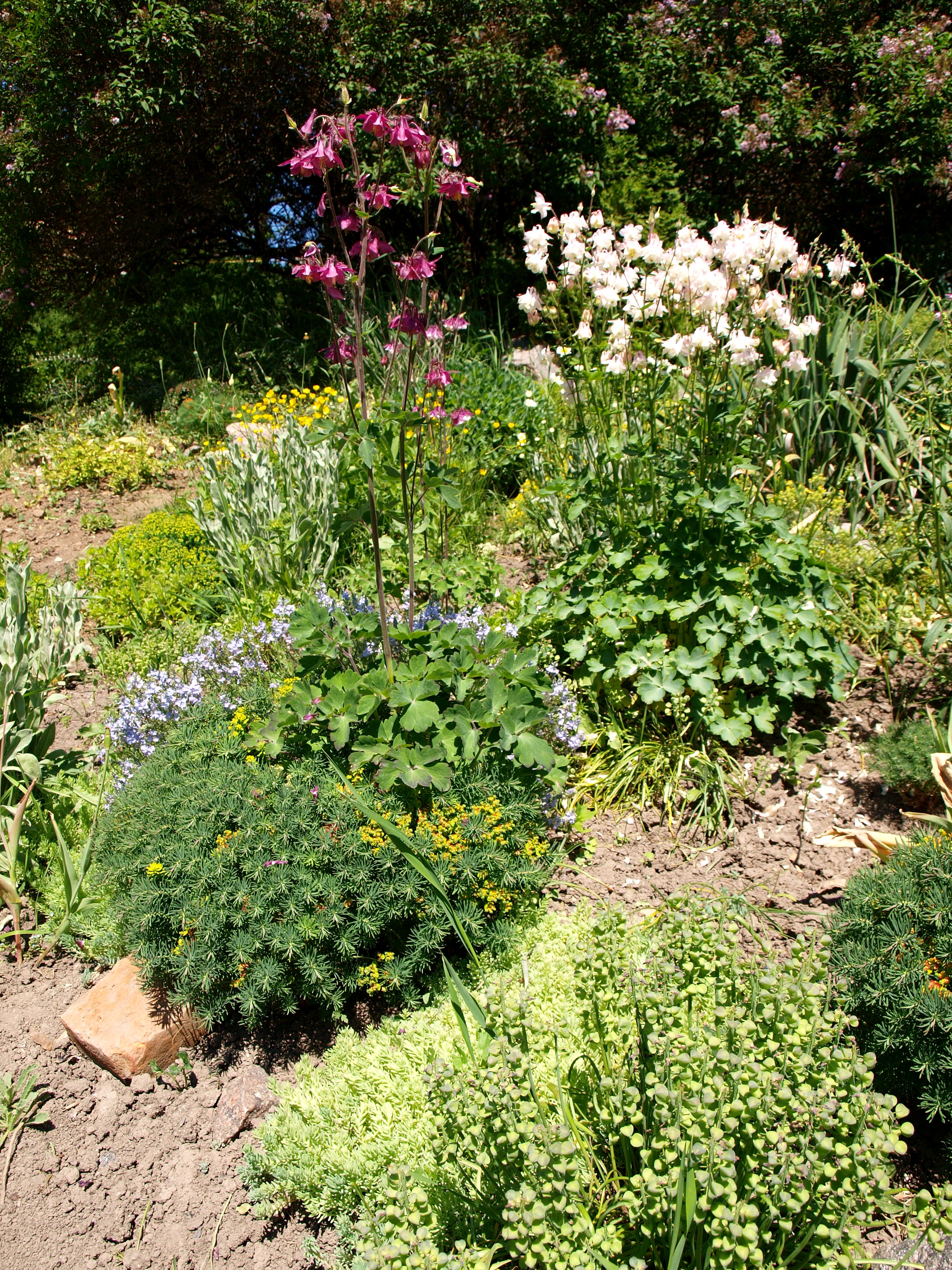
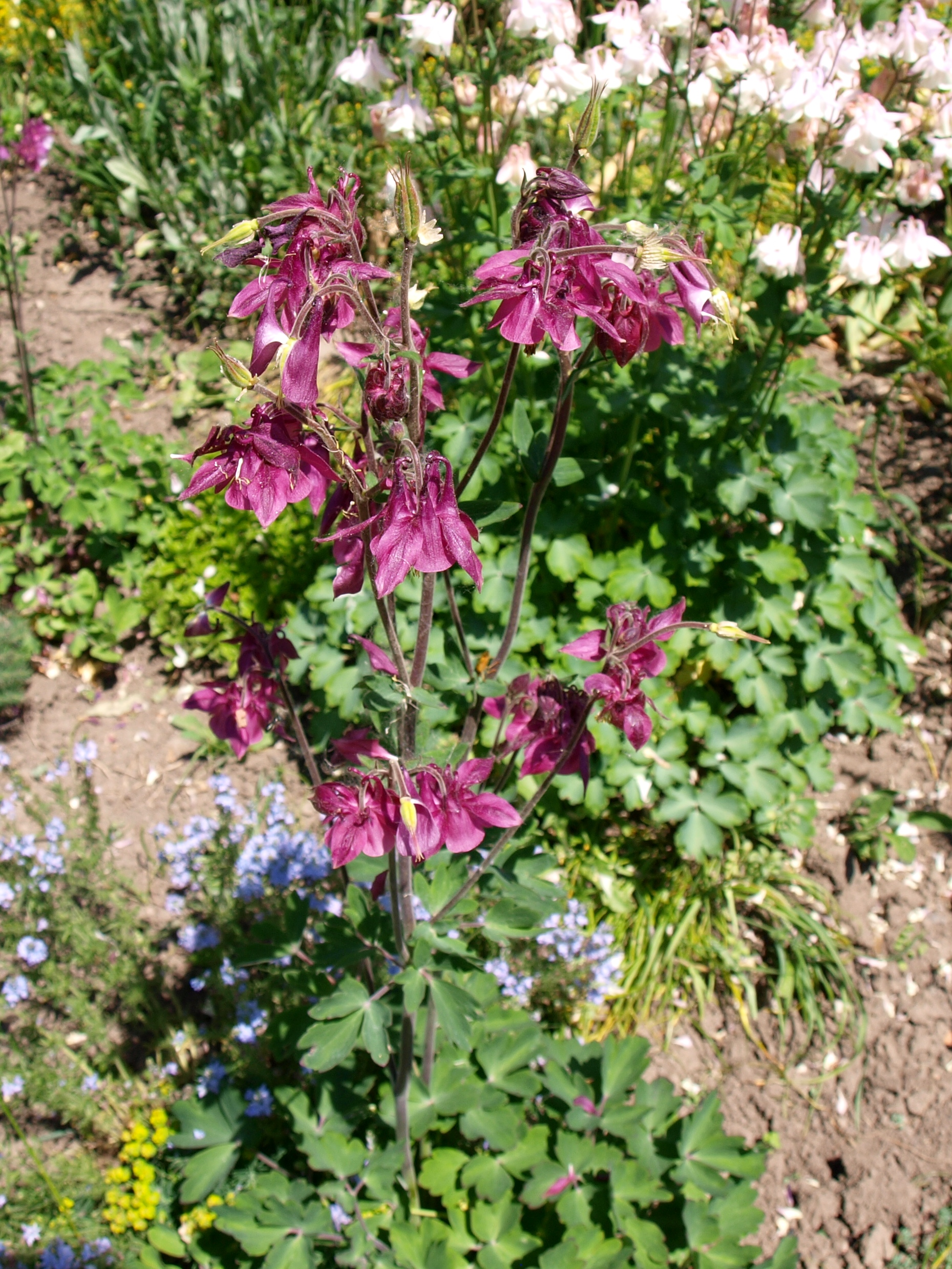
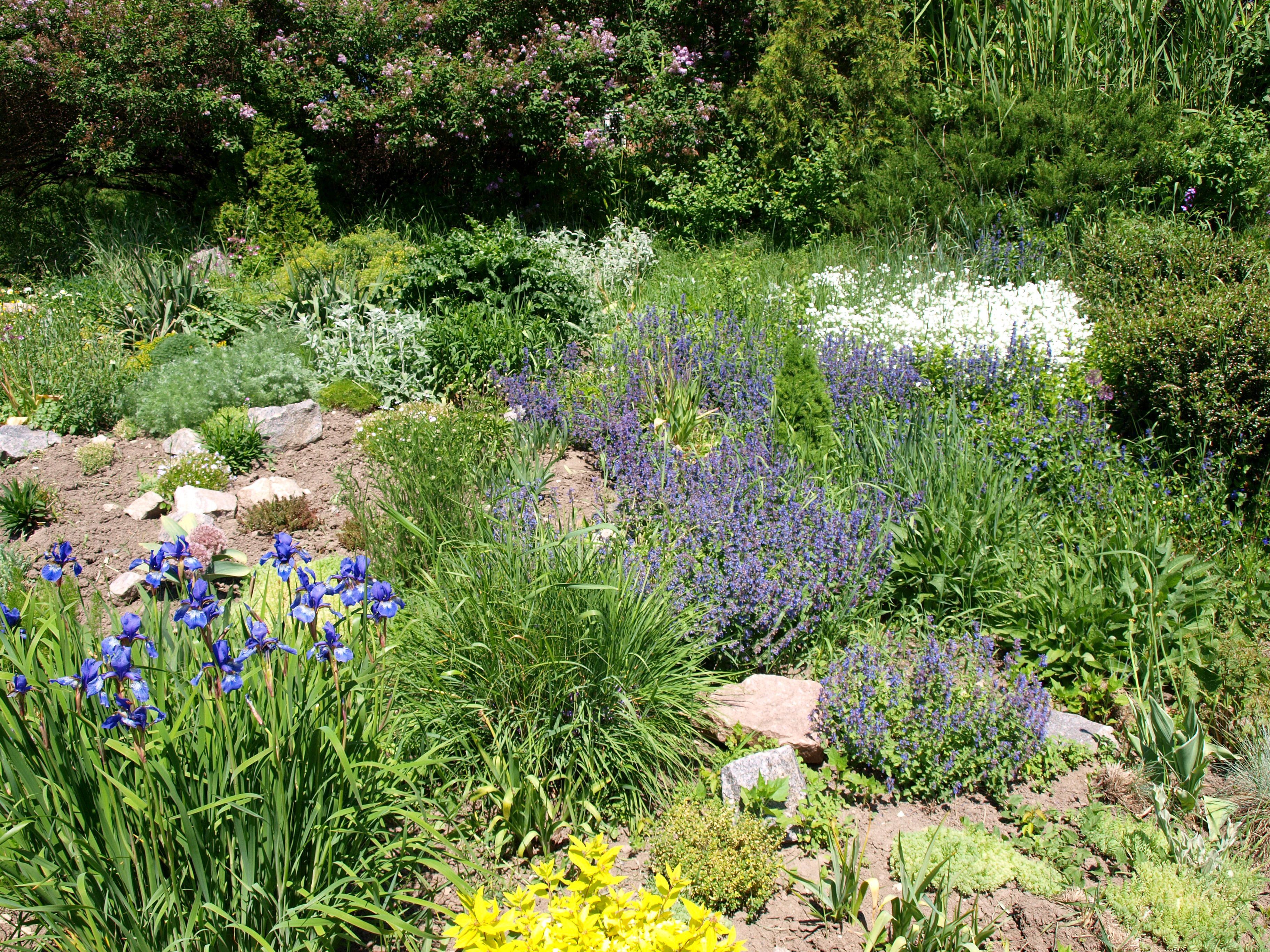
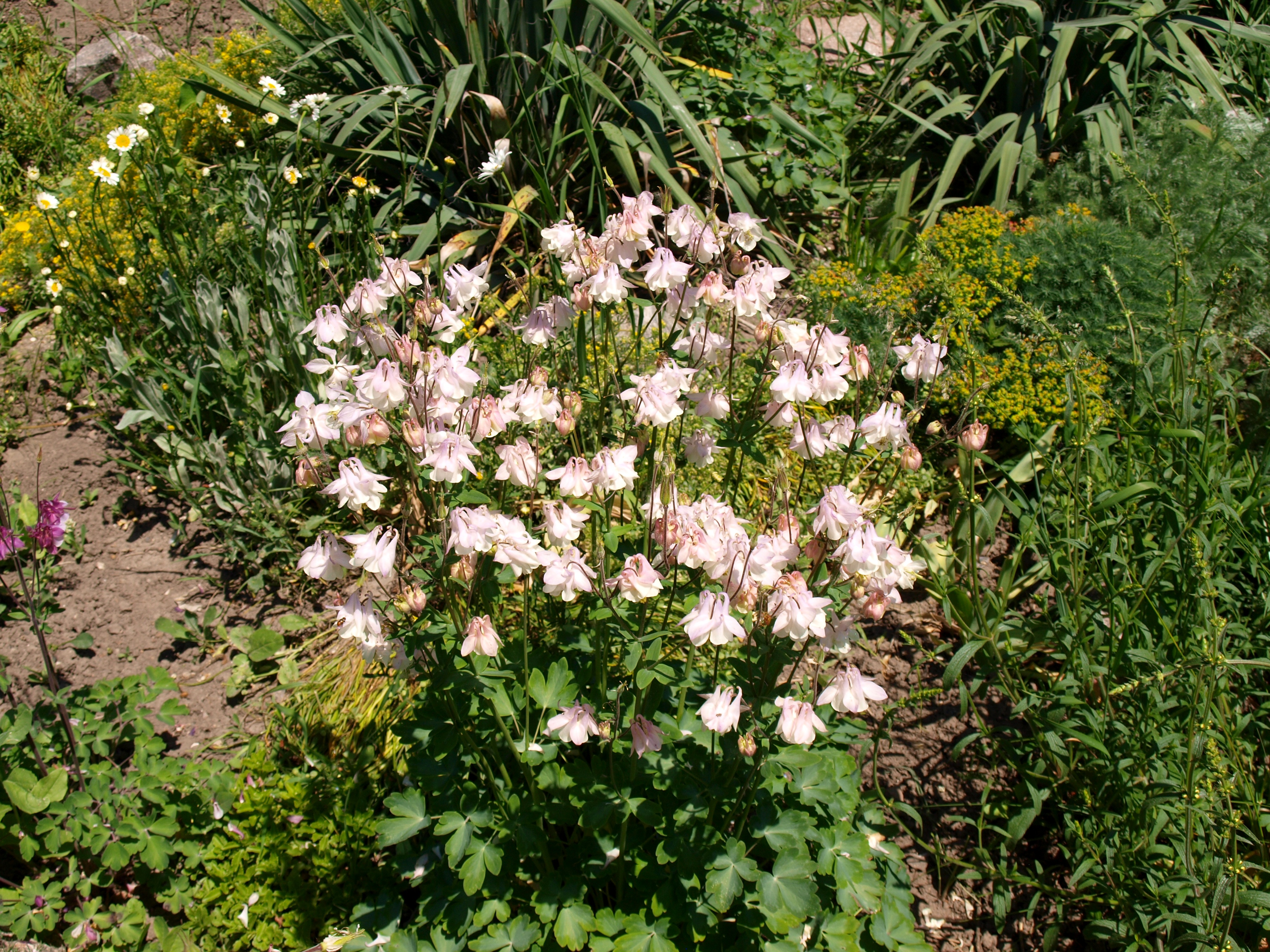
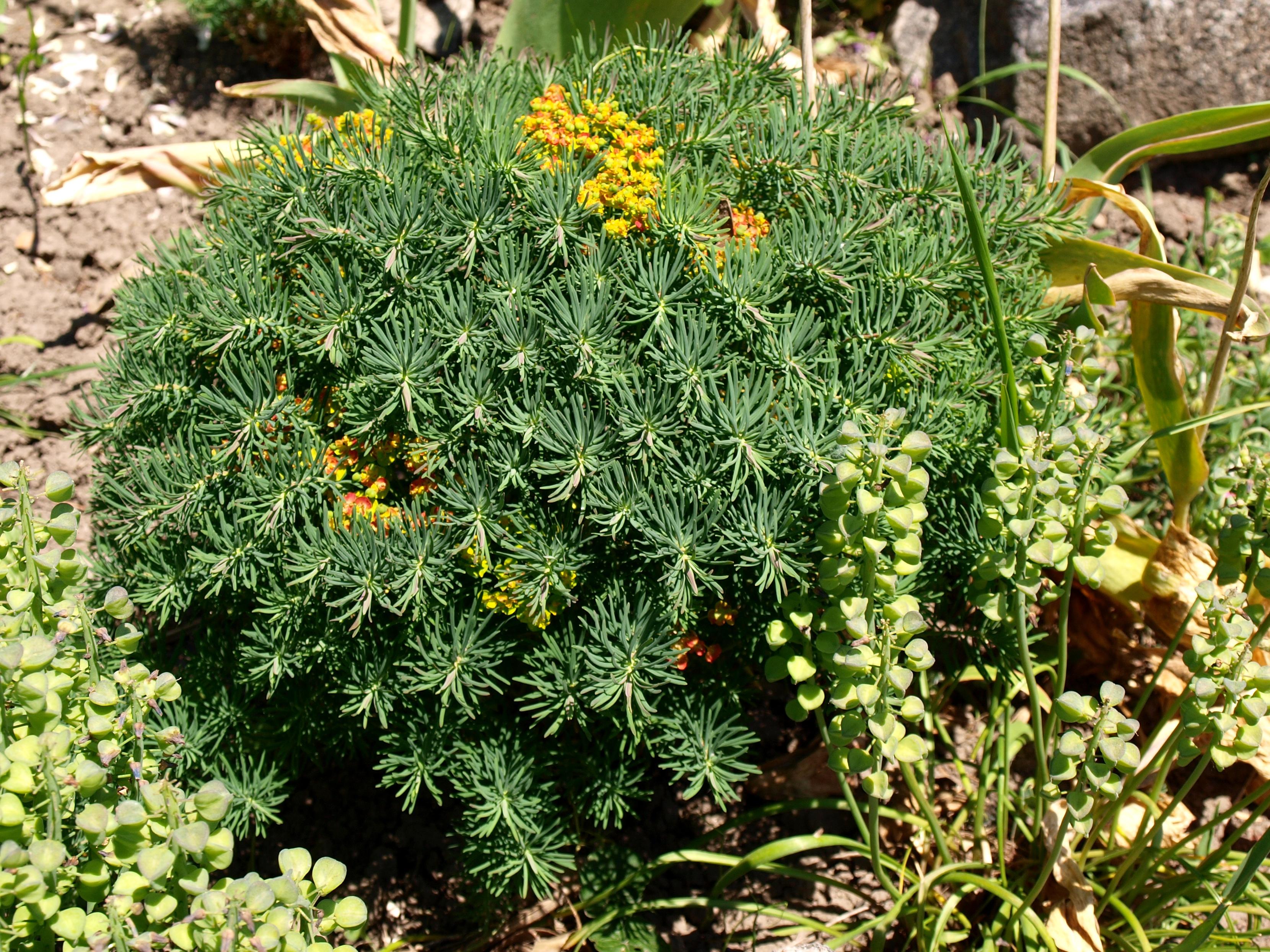
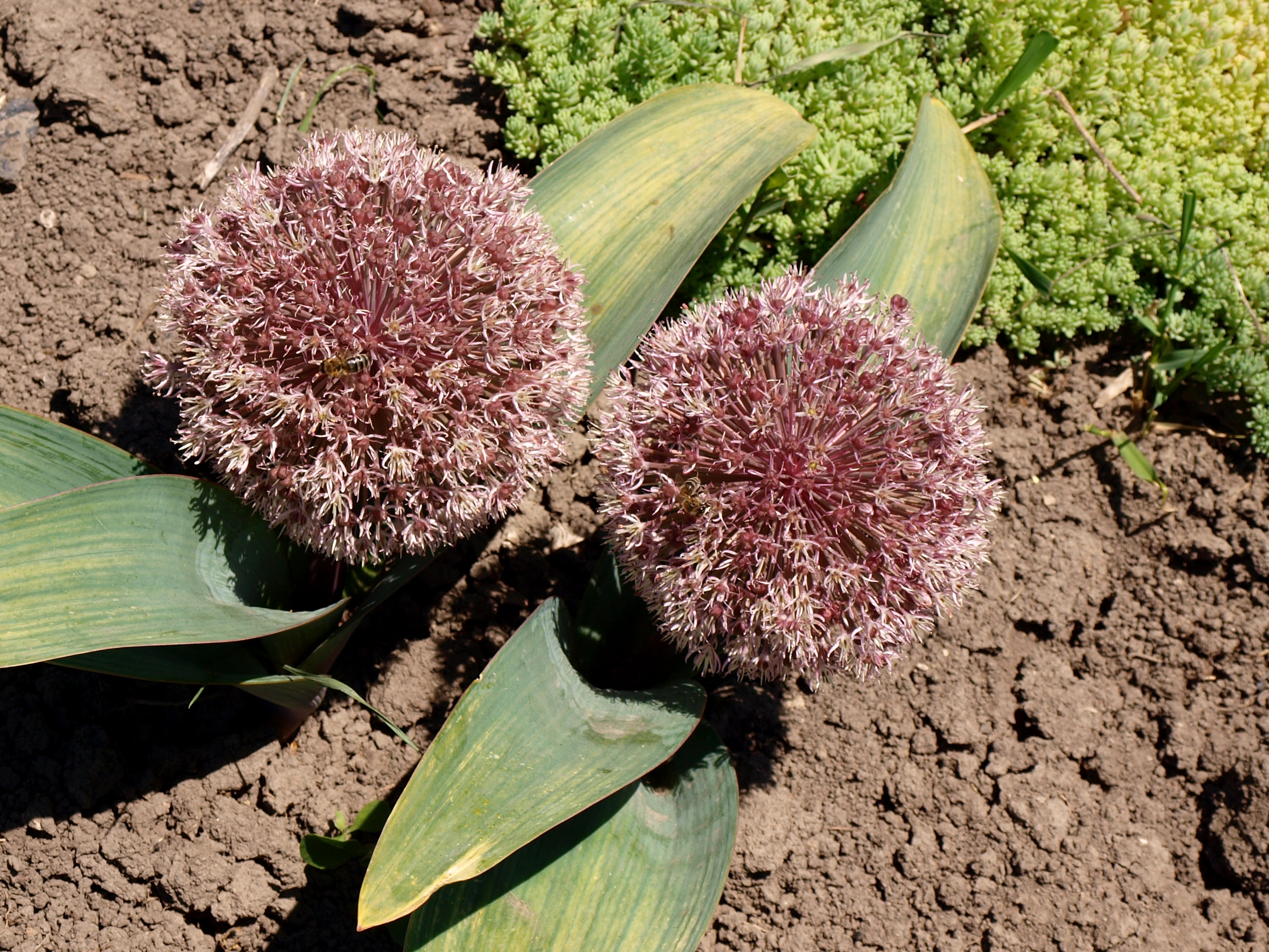
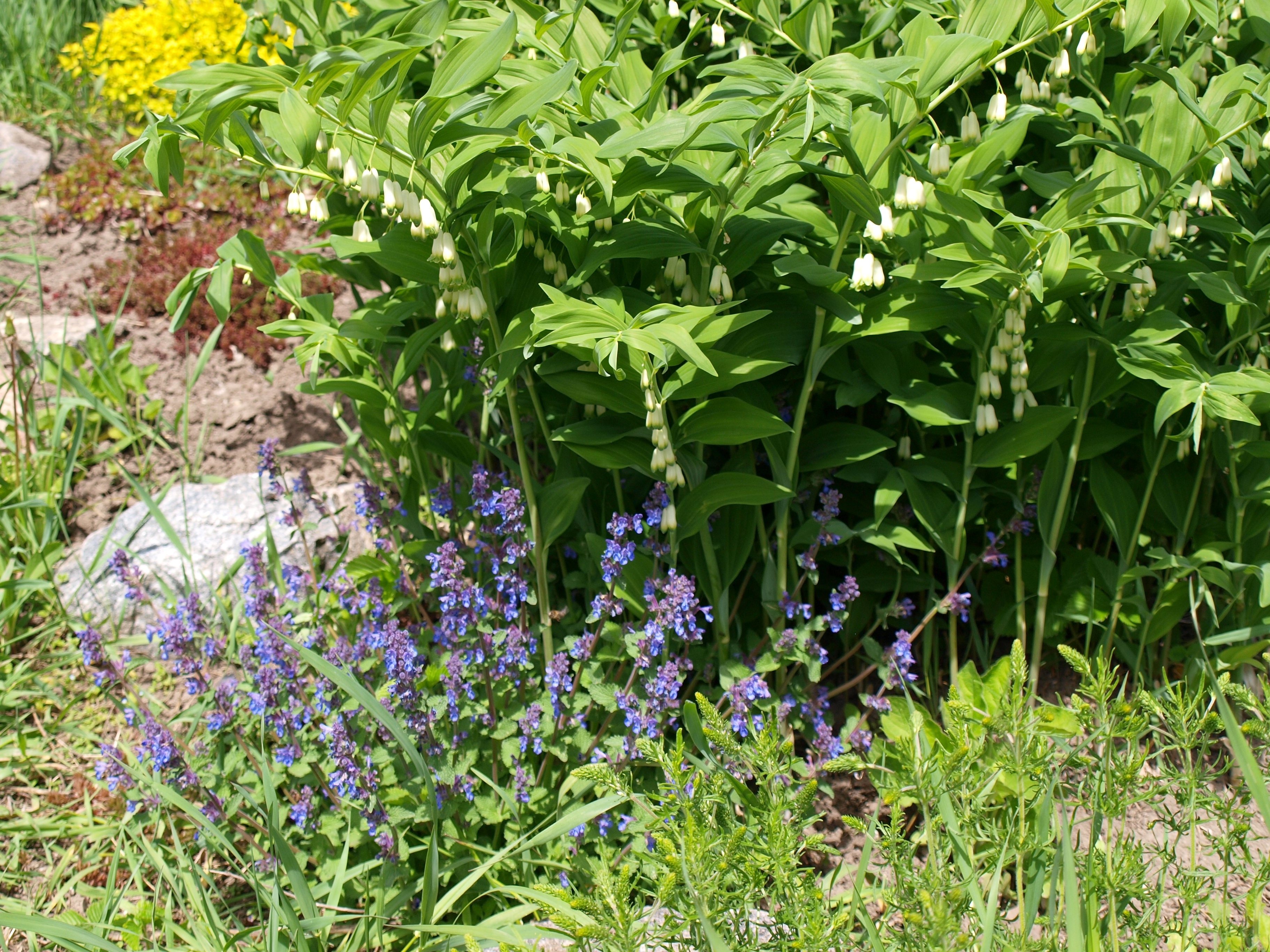
Купина багатоквіткова
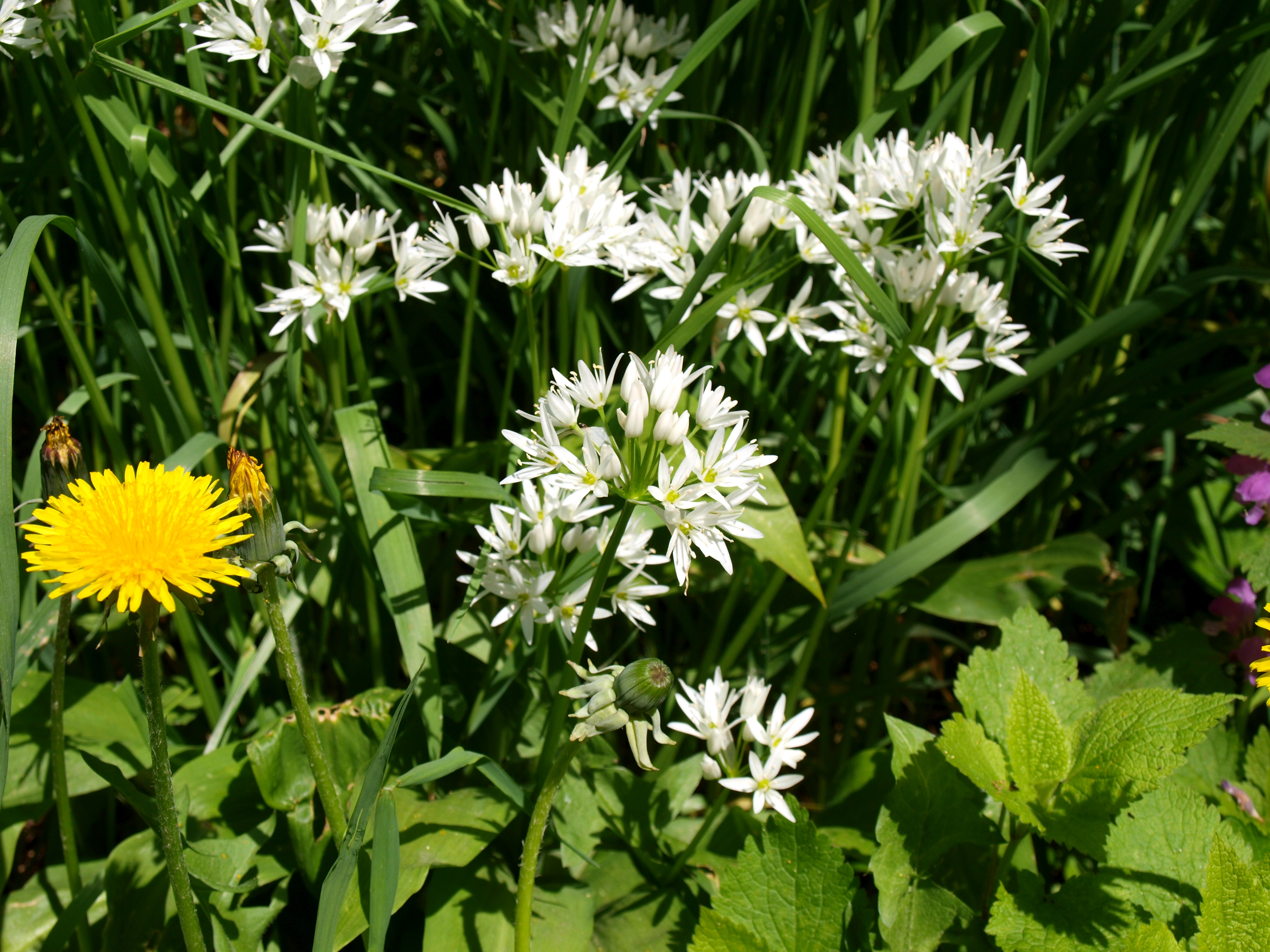
Цибуля ведмежа, занесена у Червону книгу України

### Оранжерея
В оранжереї площею 200 м2 росте 600 видів і сортів рослин. Кактусові представлені такими родами, як цереус, клейстокактус, аустроциліндропунція, ехінопсис, епіфілюм, фрайлея, лобівія, мамілярія, нотокактус, опунція, пародія, псевдолобівія, рипсаліс, селеніцереус, тефрокактус, зігокактус. Тут також росте фінікова пальма канарська і алое деревоподібне.

## Галерея

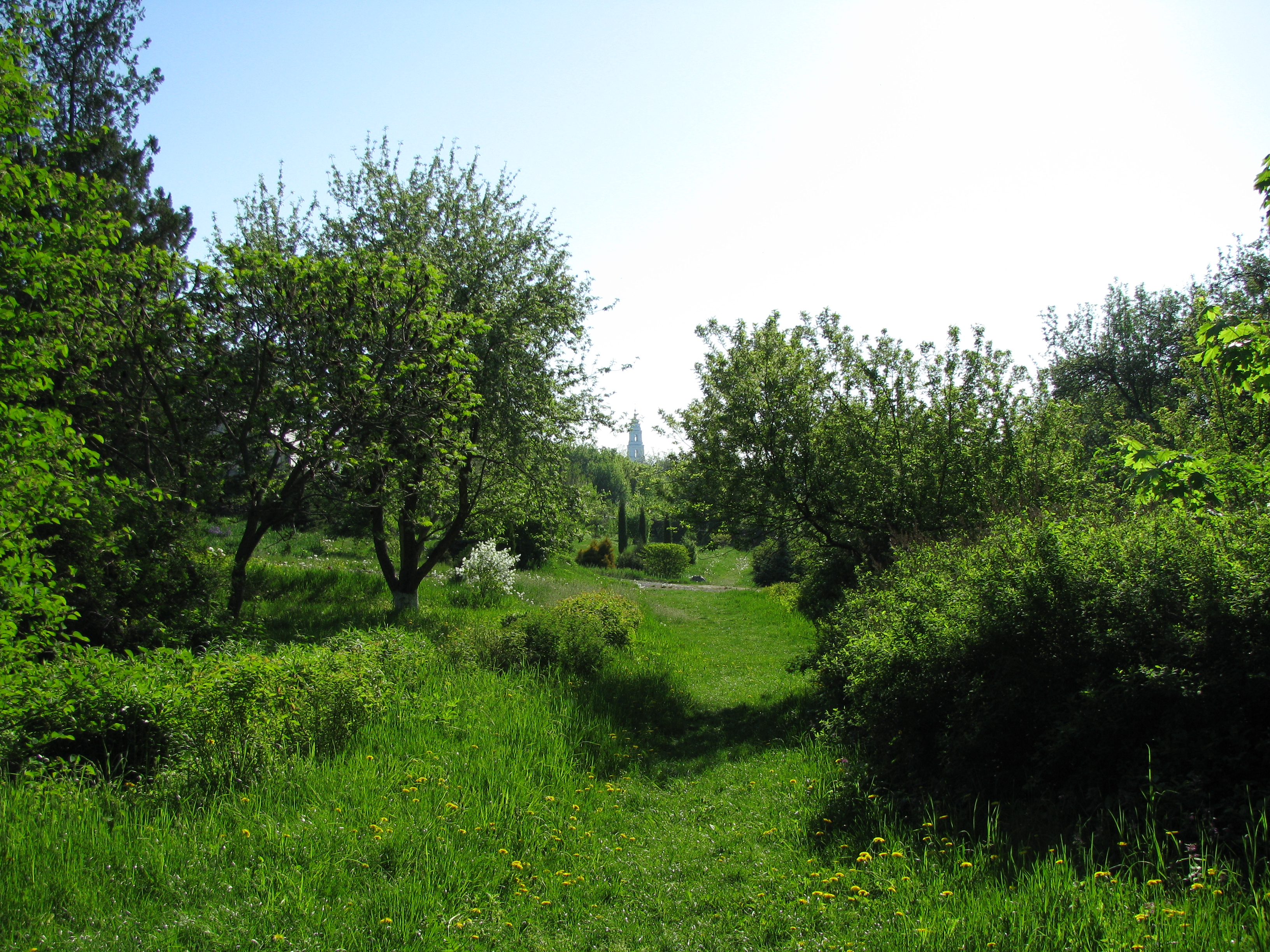
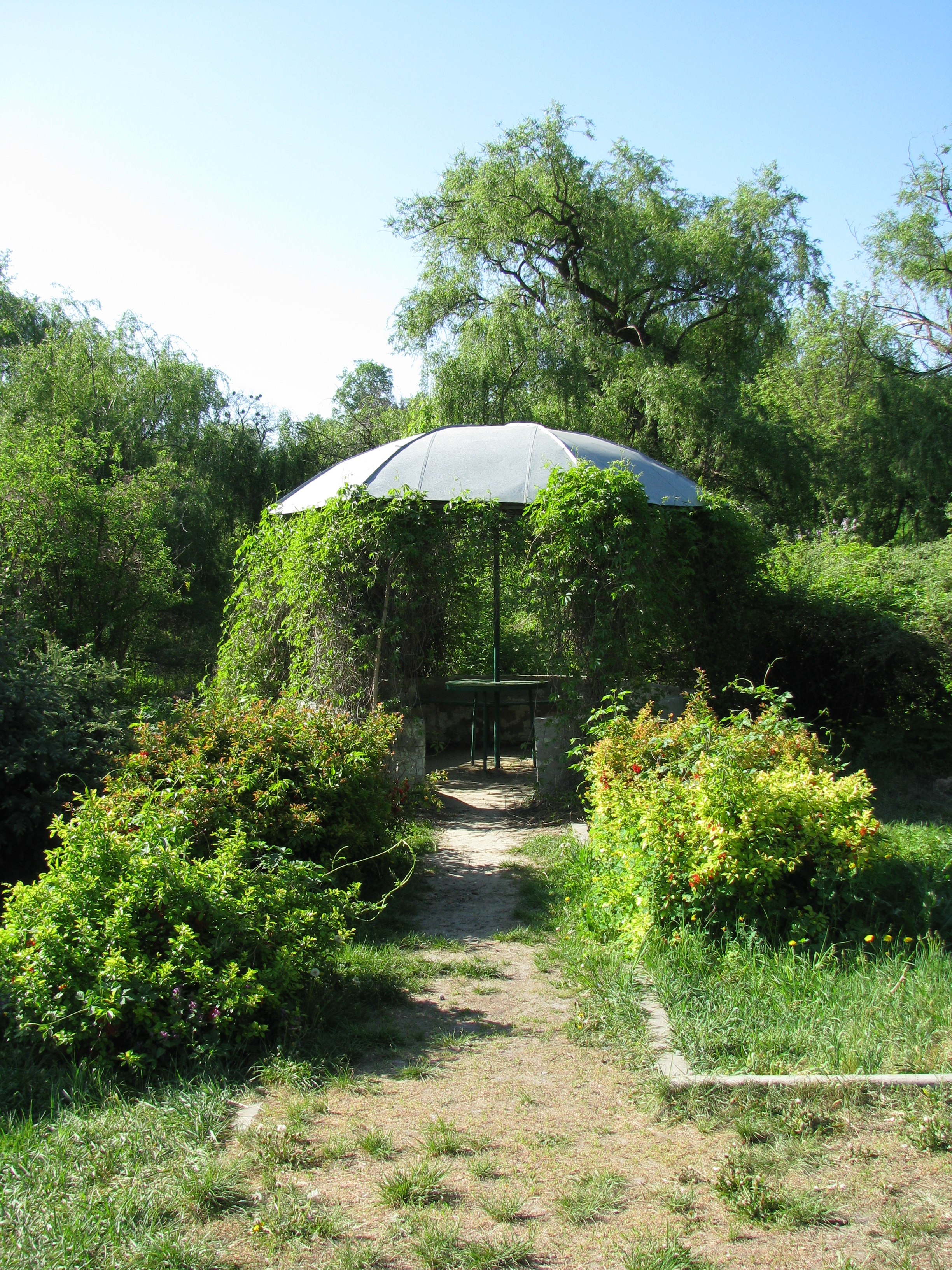
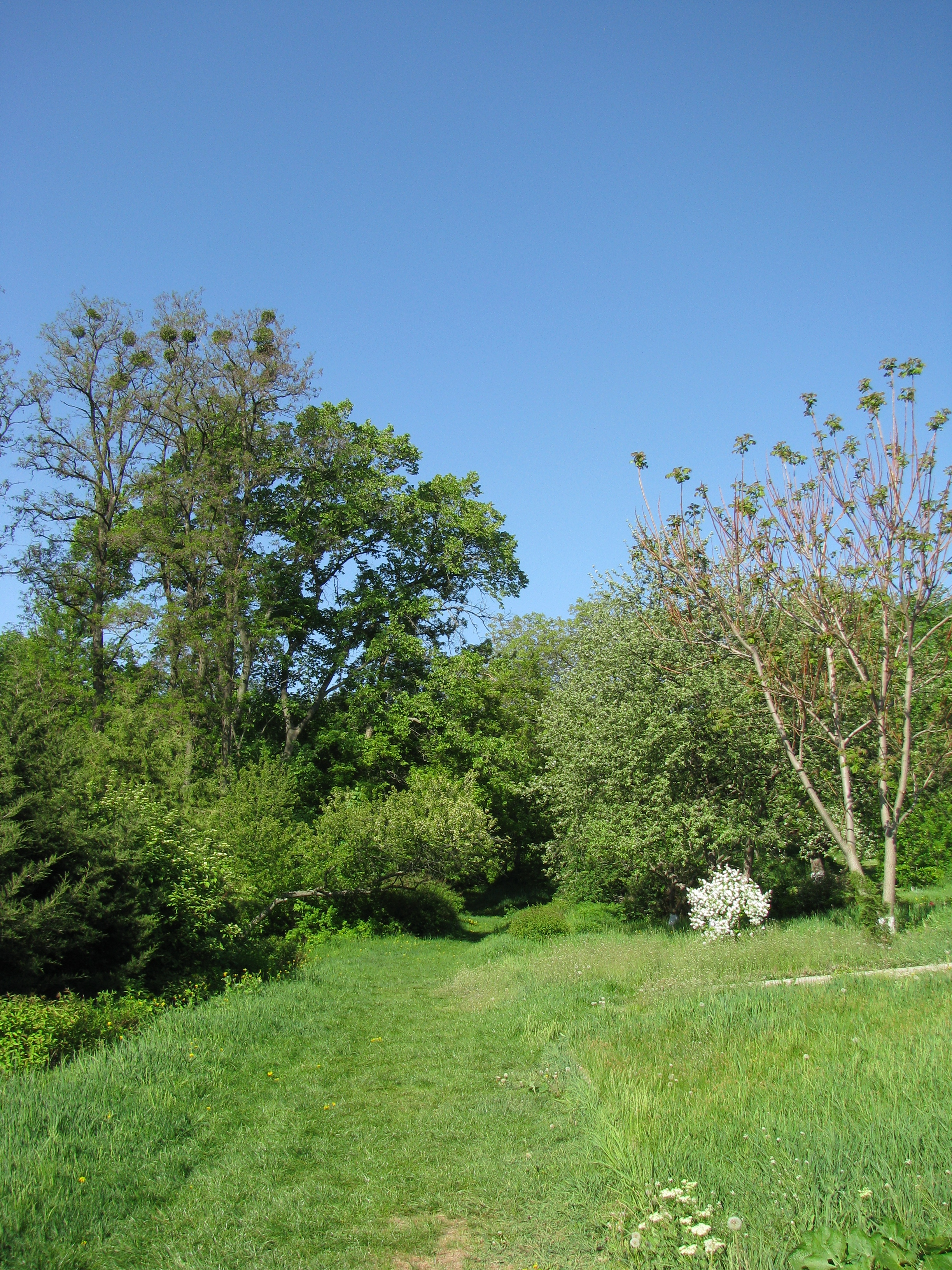
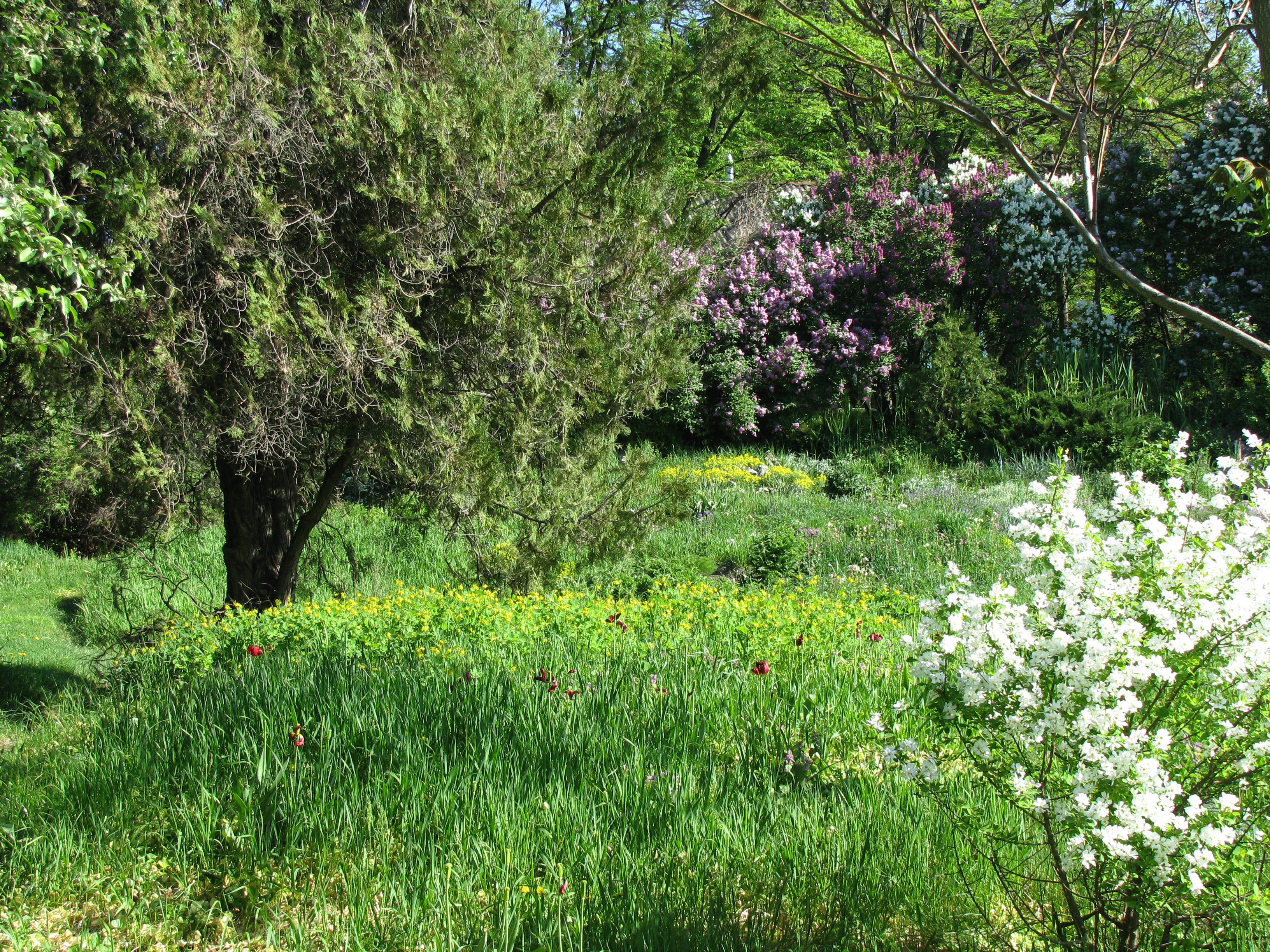
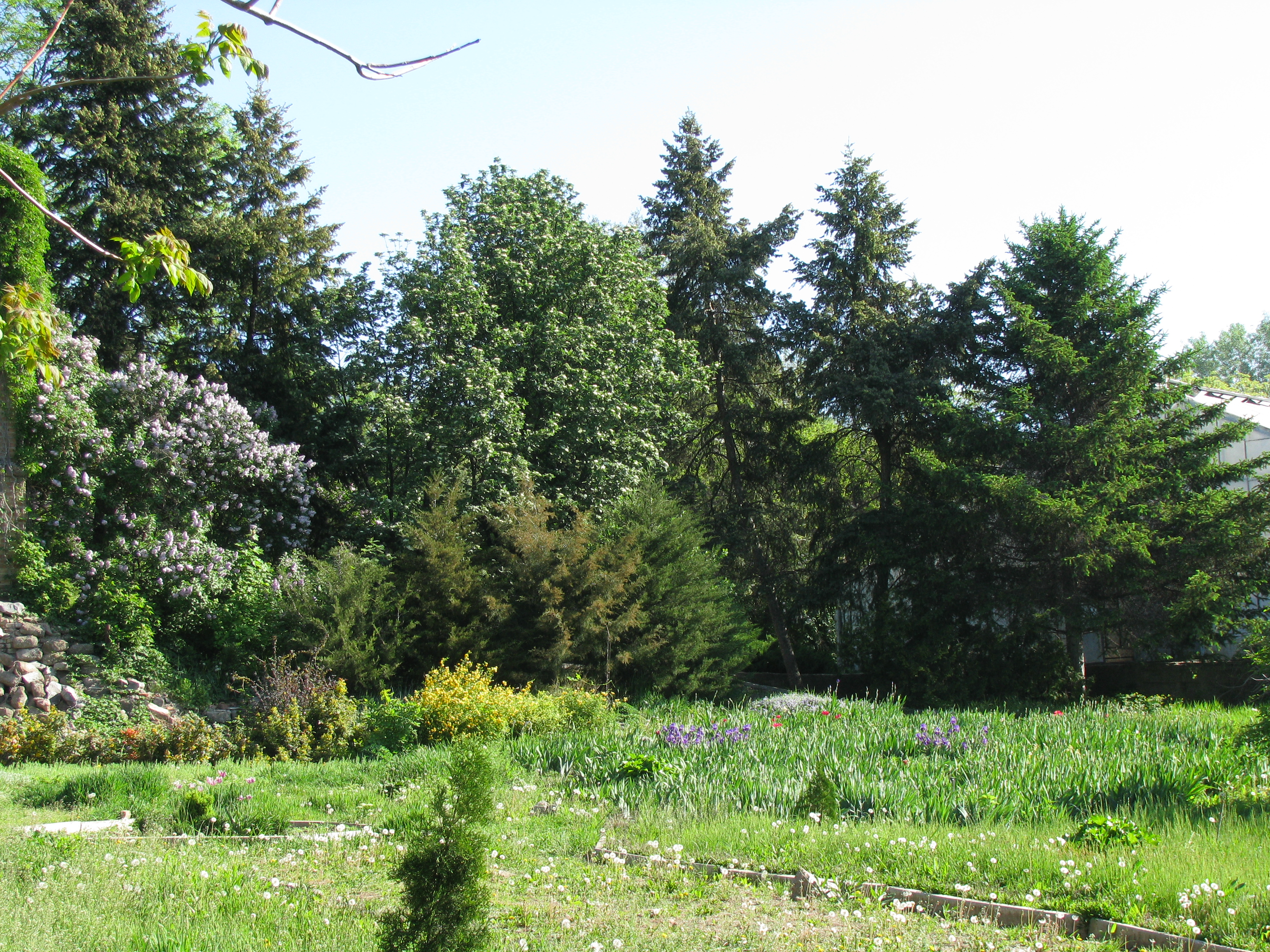
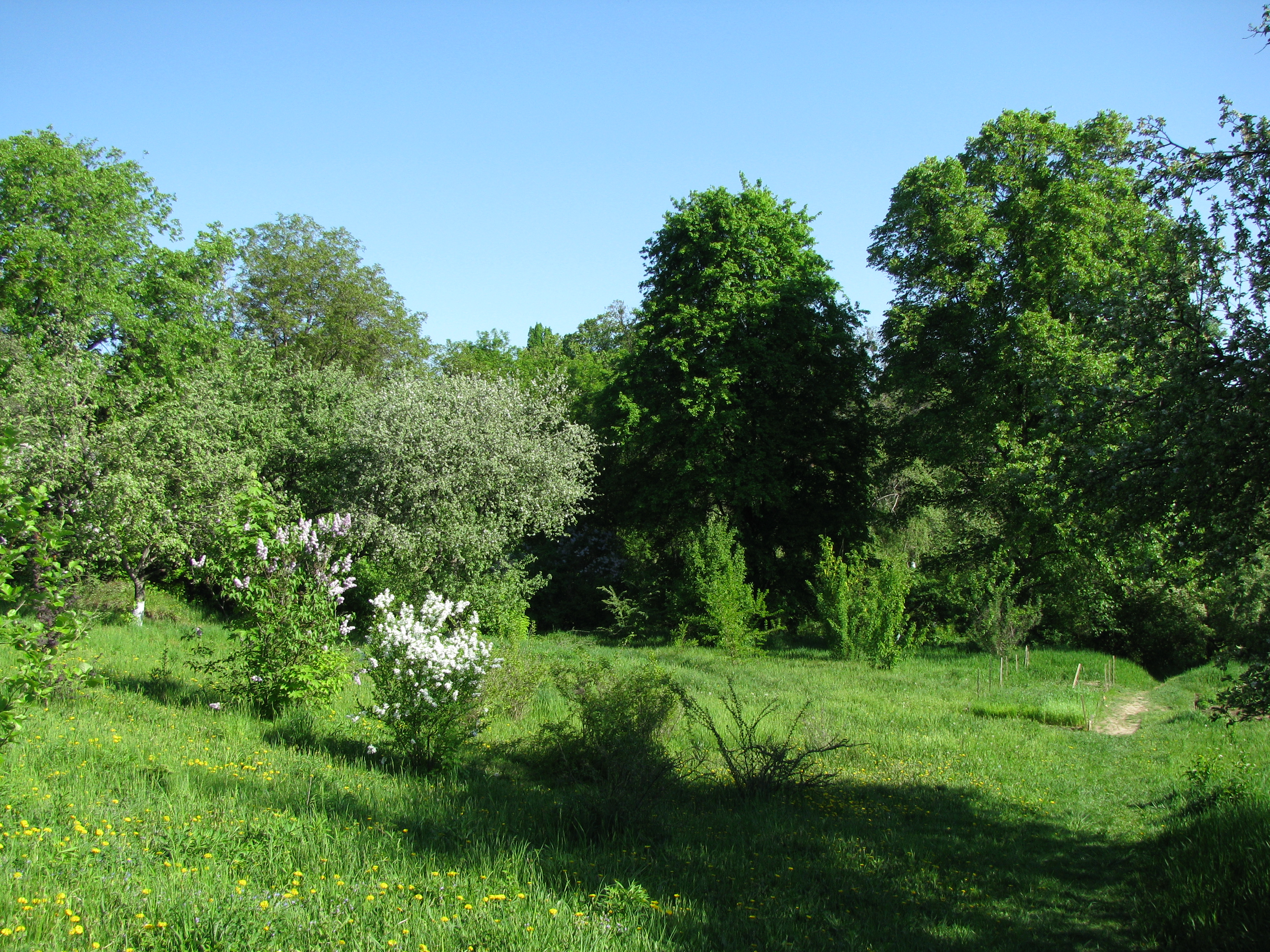
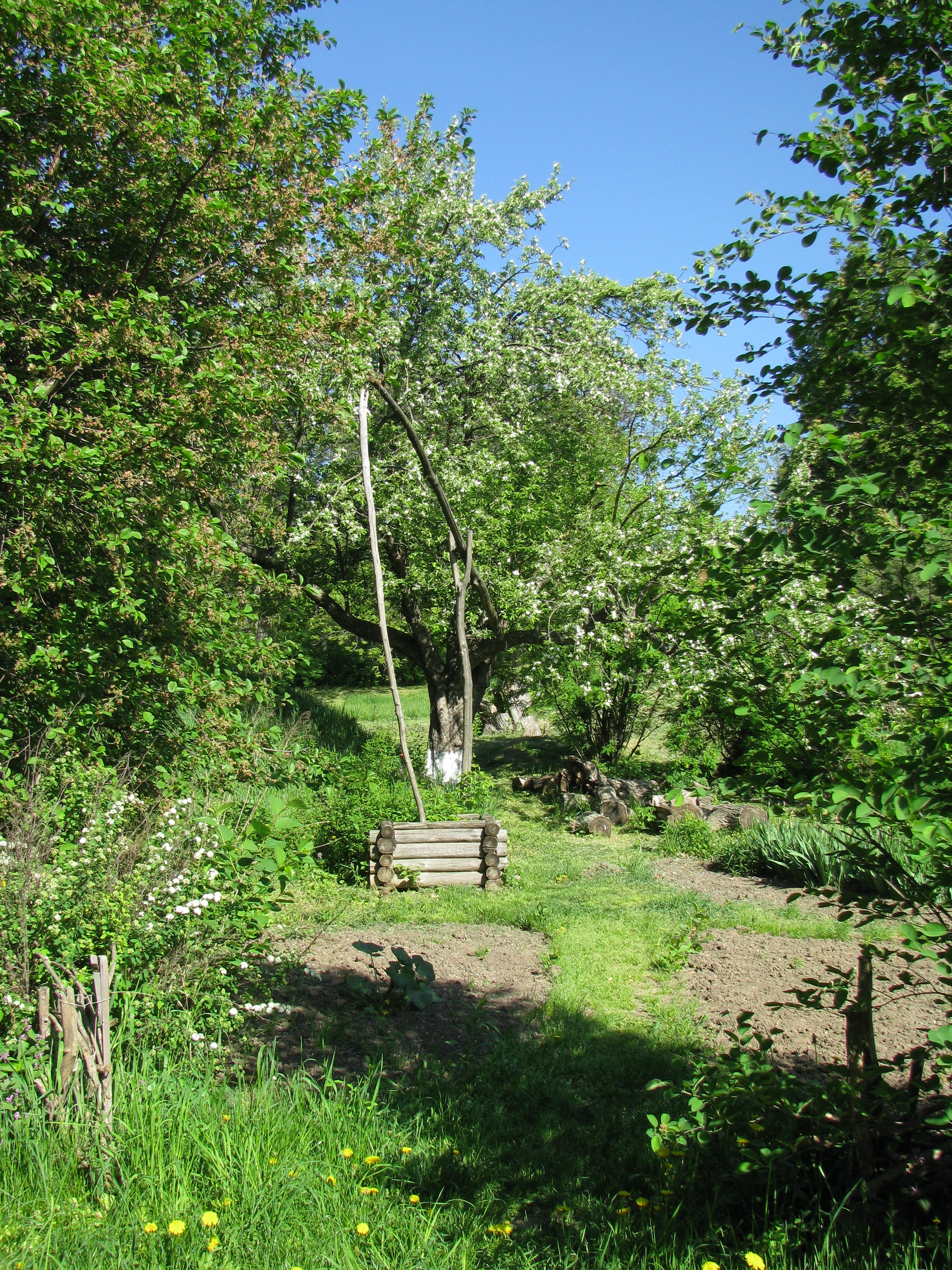
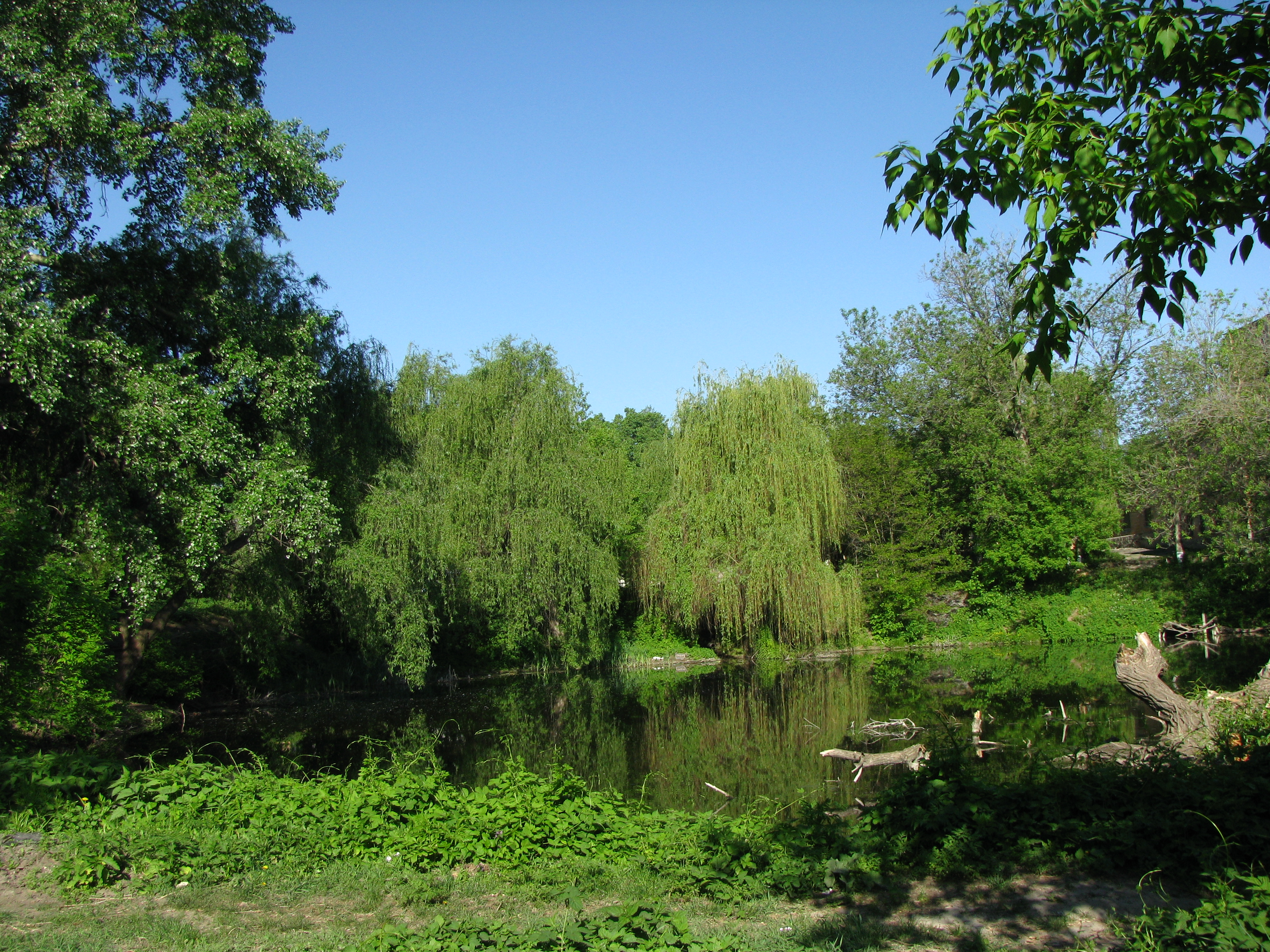